# Радіо (Фолаут)
Радіо (The Radio) — сьомий епізод першого сезону американського серіалу «Фолаут». Епізод написано Чезом Гокінсом, режисура Фредеріка Тоя і Клера Кілнера. Перший показ відбувся 10 квітня 2024 року разом із рештою сезону.

## Зміст
Люсі засуджують до страти через вигнання на поверхню. Максимус одягає силові обладунки, викравши для цього джерело живлення і разом з Люсі вибирається зі сховища. Потім Люсі переконує його повернути джерело живлення. Максимус зізнається, що він самозванець.
Тадеус замикає CX404 на заправці та знаходить портативний радіоприймач, за допомогою якого розшукує радіостанцію, щоб зв'язатися з Братством. Дорогою йому зустрічається лікар-шарлатан, який обіцяє вилікувати його ногу. Тадеус вимінює елемент живлення на ліки, що, на подив обох, зцілюють Тадеуса.
Зрештою Люсі та Максимус наздоганяють Тадеуса на радіостанції. Він випадково потрапляє в пастку, але виживає. Виявляється, що Тадеус перетворився на гуля, а отже не може повернутися до Братства, чиї конвертоплани вже наближаються. Максимус підмінює голову, поки Люсі втікає зі справжньою.
У Сховищі 33 ув'язнені рейдери раптово гинуть. Після відселення частини мешканців, Норм пробирається до кабінета наглядачки та шле фальшивий електронний лист до Сховища 31 з проханням про зустріч.
Говард тим часом убиває своїх кривдників і знаходить на тілі одного з них листа, що приводить його до схованки Молдевер. Дорогою він виявляє CX404 на заправці й бере собаку з собою.
У флешбеці молодша Молдевер розповідає як Vault-Tec захоплює владу в США. Вона дає Говарду пристрій для прослуховування, щоб шпигувати за Барб і спонукати його дізнатися правду про «Vault-Tec».

## Сприйняття та відгуки
Станом на квітень 2025 року на «IMDB» серія отримала оцінку в 8.3 бала з можливих 10 при 11553 голосах користувачів.
Люсі Менґан писала для «Ґардіан»: «Ця бездоганно зроблена, надзвичайно дотепна постапокаліптична драма — ще одна блискуча адаптація відеоігри. Це смішно, самобутньо та напружено — дивовижний баланс».
В огляді «Substack» Лесом Чаппелем зазначалося: «Серіалу Fallout вдалося досягти успіху в двох напрямах. Це шоу, яке доводить своє розуміння канону, від зовнішньої іконографії „Волт-Бой“ і силової броні до перекрученого почуття гумору, яке проходить через усе, що ні в якому разі не повинно бути смішним. Він відповідає підвищеній реальності оригінальних ігор. Серіалу вдається прокласти свій власний шлях через пустку, одразу створюючи відчуття особистості. Часто жорстока, часто кумедна, і вихваляючись багатством в кастингу, це має потенціал вилетіти на вищий рівень ігрових адаптацій.»
Джек Кінг для «Vulture» зазначав: «Останні кілька епізодів було зображено. Цього достатньо, щоб запідозрити — серіал було задумано з урахуванням довшого початкового сезону. Навіть якщо тривалістю менше години, шостий і сьомий епізоди надають можливість пройти через багато і зберегти обшир нової інформації до фіналу. Вражає, що серіалу вдалося так бездоганно сплітати довоєнні та післявоєнні сюжетні лінії.»
У огляді «Den of Geek» Бернардом Боо в огляді зазначено: «Телевізійна адаптація Fallout від Prime Video робить те, чого ніколи не було в іграх легендарної франшизи — ставить розповідь понад усе. Шоу справді з любов'ю відтворює ядерну Пустку у спосіб, який залишається вірним серіалу. Але історія абсолютно нова та неочікувано спонукає до роздумів. Телевізійні персонажі набагато складніші, ніж їхні аналоги у відеоіграх. Хоча, чесно кажучи, вони мають перевагу в тому, що їм не доводиться стояти неприродно нерухомо, дивлячись прямо в камеру, коли є що сказати.»
Оглядач «Slant Magazine» Нів Султан писав: «Fallout зображує чудеса й жахи каліфорнійської пустки — повністю отруєної пустелі мутованих тварин і тимчасових спільнот — із проникливою перспективою та вражаючою спритністю тону. Це абсурдистське, жахливе та еклектично смішне дослідження нестримної корпоратизації, військового індустріалізму та життя після кінця часів.»
Для вебсайту «The A.V. Club» Вільям Гаджес зазначав: «Робота з персонажами — це холодне злиття, яке зберігає енергію надовго. А „Радіо“ не тримає напрапвленість так добре, як могло б. У ньому є кілька веселих моментів, кілька гарних ґеґів, гарно зароблений поцілунок і одна дуже хороша собака. Але це не може нічого зробити, щоб перевершити той факт — що це епізод майже повністю про те, що станеться в наступній частині.»

## Музичний супровід
Музику до епізоду написав Рамін Джаваді. В епізоді звучало багато пісень, зокрема «I'm Tickled Pink» Джека Шейндліна, «16 тонн» Мерла Тревіса, «Only You (and You Alone)» The Plattersт, «What a Diff'rence a Day Makes» Дайни Вашингтон; «You're Everything» The Danleers і «From the First Hello to the Last Goodbye» Джейн Морган.

## Знімались
| Актор            | Роль                   |
| ---------------- | ---------------------- |
| Елла Пернелл     | Люсі                   |
| Аарон Мотен      | Максимус               |
| Мойзес Аріас     | Норм                   |
| Волтон Гоггінс   | Гуль                   |
| Саріта Чоудрі    | Лі Молдевер            |
| Фред Армісен     | Діджей Карл            |
| Кріс Парнелл     | Бенжамін               |
| Френсіс Тернер   | Барб                   |
| Леслі Аггамс     | Бетті                  |
| Джонні Пембертон | Тадеус                 |
| Шерієн Дабіс     | Бірді                  |
| Зак Черрі        | Вуді Томас             |
| Дейв Регістер    | Чет                    |
| Аннабель О'Гаган | Стефані Гарпер         |
| Родріго Луцці    | Рег                    |
| Джон Дейлі       | продавець зміїної олії |
| Даллас Голдтот   | Чарльз                 |
| Ерік Берріман    | Ллойд                  |